# باربارا بالوغ
باربارا بالوغ (بالمجرية: Balogh Barbara)‏ مواليد 22 أكتوبر 1985 في بودابست، هي لاعبة كرة يد مجرية. مثلت منتخب المجر لكرة اليد للسيدات.

## سجل المنافسة
شاركت في البطولات التالية:
- بطولة أوروبا لكرة اليد للسيدات 2008

## روابط خارجية
- باربارا بالوغ على موقع الاتحاد الأوروبي لكرة اليد (الإنجليزية)